# Abu-Marwan Ibn Zuhr
|  | Per a altres significats, vegeu «Ibn Zuhr (desambiguació)». |

Abu-Marwan Abd-al-Màlik ibn Abi-l-Alà Zuhr ibn Abd-al-Màlik ibn Muhàmmad ibn Marwan ibn Zuhr al-Ixbilí al-Iyadí (àrab: أبو مروان عبد الملك بن زهر بن عبد الملك بن مروان الإشبيلي, Abū Marwān 'Abd al-Malik ibn Zuhr ibn 'Abd al-Malik ibn Marwān al-Ixbīlī), més conegut com a Abu-Marwan ibn Zuhr o, simplement, com a Ibn Zuhr o, segons la versió llatinitzada del seu nom, com a Avenzoar (Peñaflor, 1063/1091-Sevilla, 1161), fou un metge, filòsof i poeta andalusí, membre d'una família originària de Xàtiva.
Va introduir la dissecció per les necròpsies (primer va practicar en ovelles) i la nutrició parenteral. Va desenvolupar la traqueotomia, va descobrir la causa de la sarna i la de la pericarditis. Va establir els fonaments científics de l'otitis i les causes de l'estridor en les laringotraqueobronquitis o síndrome de Crup. Va escriure diverses obres com Kitāb al-iqtiṣād fi-islāh al-anfus wa-l-asḫsad, Kitāb at-taysīr fi-l-mudāwāt wa-al-tadbīr, Kitāb al-ağḏiya wa-l-adwiya, Kitāb at-taḏkira fi-d-dawa‘ al-mušil, Kitāb as-sina, Kitāb al-Ḫamic fi-l-ašriba wa-l-maaḫin, Kitāb muḥtasar hilat al-bur' li-Ḫalinus, Risala fi-tafdil al-asal ala-s-sukkar, Maqala fi-ilal al-kula, i Risala fi-l-baras. Va demostrar que la sarna és causada per l'àcar de la sarna i que es pot curar eliminant el paràsit sense necessitat de purgar, hemorràgia o altres tractaments requerits pels humors, trencant amb la teoria dels humors de Galè i Avicenna.